# Cantuaria collensis
Cantuaria collensis là một loài nhện trong họ Idiopidae.
Loài này thuộc chi Cantuaria. Cantuaria collensis được Walter Edmond Clyde Todd miêu tả năm 1945.